# Еберхард фон Рор
Еберхард фон Рор (на немски: Eberhard von Rohr; † 1305 – 1336) от баварския род фон Рор е господар в Рорау, Чечнитц (Сехнице в Полша), Гребелвитц (Гроблице), васал на княжество Бриг (Бжег).
Фамилията е от долината на река Рот в Долна Бавария. Той е син на Симон фон Рорау († пр. 22 септември 1277) и съпругата му Боцкакина († сл. 1277), внучка на Еберхард Валч, графски и дворцов съдия. Брат е на рицар Симон фон Рор (* пр. 1277; † сл. 1325), който разменя 1317 г. Плайсчвитц срещу Рате, хауптман в Требнитц.

## Деца
Еберхард фон Рор има син:
- Симон фон Рор († 1360 – 1362), господар в Рорау, Гребелвитц, Чечнитц, Заулвитц, шеф на съда в Олау (13 декември 1347), женен за София фон Борганик († сл. 1362); имат син